# Rudolf Brix – Jagdatelier
Rudolf Brix – Jagdatelier war ein kunstgewerbliches Atelier für Geweihmöbel und Hirschhornprodukte. Der Familienbetrieb bestand von 1820 bis 1992 in Wien.
1820 wurde das Jagdatelier von Heinrich Keitel in Wien-Schottenfeld gegründet. Auf der Weltausstellung London 1862 war Heinrich Keitel mit Geweihmöbeln vertreten. Fünf Jahre später nahm er
mit seinen Jagdmöbeln und „Köpfen aus Hirschgeweih und Steinpasta“ an der Weltausstellung Paris 1867 teil. 1893 übernahm Rudolf Brix, ein Neffe der Gründerfamilie, das Unternehmen. Um die Jahrhundertwende fanden Geweihmöbel und andere Hirschhornwaren in Jagdzimmern und Jagdschlössern Verwendung. Dem Unternehmen wurden die Titel „Kammerlieferant des Erzherzogs Josef August“ (Budapest 1903) und „Kammerlieferant des Erzherzogs Otto“ (Wien 1903) verliehen.
Im umfangreichen Lager von Hirsch- und Rehgeweihen führte der Wissenschaftler Raoul Ritter von Dombrowski naturwissenschaftliche Studien über Geweihbildung durch.
Im Alter von 15 Jahren trat seine Tochter Friederike in den Betrieb ein führte ihn nach dem Tod des Vaters bis 1967. Danach übernahm der Neffe Dieter Kümmel das Unternehmen und übersiedelte in größere Geschäfts- und Werkstättenräume in Wien (7. Bezirk). Der Betrieb wurde unrentabel und 1992 stillgelegt.

## Auszeichnungen
Rudolf Brix war Besitzer des Silbernen Verdienstkreuzes mit der Krone und der bronzenen Jubiläums-Hof-Medaille.